# Gran Cine Bohemia
El Gran Cine Bohemia estava ubicat al carrer de Floridablanca, 2-10 (actualment 135). Posteriorment es va anomenar Florida.

## Origen
Els orígens de la sala es remunten a la sala de ball La Bohemia Modernista, ubicada al carrer de Casanova, 3-5. En aquesta sala es van dur a terme diverses sessions cinematogràfiques. On s'hi van projectar pel·lícules com Napoleón, Juana de Arco i César Augusto. Aquestes sessions van tenir tant d'èxit que els propietaris de la sala van veure la possibilitat de crear un local exclusivament per a fer cinema.

## Gran Cine Bohemia
El nou cinema es va construir en un solar annex a la sala de ball. Ubicat al carrer de Floridablanca, al mateix lloc que havia ocupat anteriorment el Teatre de les Arts.
Es va inaugurar el 3 d'abril de 1910 amb al projecció d'El barbero de Sevilla i Regreso del cruzado. Aquest disposava d'un gran vestíbul i una cabina de projeccions externa.
Entre 1912 i 1916 va funcionar l'empresa Bohemia que gestionava els següents locals: Condal, Iris Park, Walkyria, Palace Cine i Bohemia. El 23 de desembre de 1939 reprèn l'activitat després de la Guerra Civil amb la projecció de Miguel Strogoff, Morena Clara, El pequeño lord i Esposa anónima.
Va tancar les portes el maig de 1943.

## Cine Florida
El 16 de setembre de 1943, Luis Cabezas Puzo obrí al mateix lloc el Cine Florida. Tenia una capacitat de 1.517 localitats. Els films seleccionats per a la inauguració van ser Fin de jornada i Recuerdo de una noche.
Sota la direcció de Cinesa, l'11 de setembre de 1964 s'inaugurà un edifici de nova planta com a seu del segon Cinerama de Barcelona. Aquest nou local havia estat decorat per Jordi Galí. La pel·lícula elegida per a aquesta nova inauguració fou El mundo está loco, loco, loco de Stanley Kramer. Pel·lícula que va tenir una gran acollida perquè es va projectar durant gairebé un any. Tot i que estava equipat amb tres cabines de projecció com requerien els Cinerama, només se'n va utilitzar una, la del centre.
Durant la dècada dels seixanta va programar conjuntament amb altres cinemes com Liceo, Atenas i Edén.
Una nova inauguració va tenir lloc el 17 de setembre de 1988 després que s'hagués dut a terme una reforma per reconvertir-se en un local de tres sales. Aquesta reforma va reduir la capacitat a 1.237 butaques. Disposava de noves i originals instal·lacions com una guarderia infantil, una botiga de radiocassets de pel·lícules, sistema de venda automatitzada d'entrades, servei de cafeteria self service i una pantalla de vídeo al vestíbul amb els trailers de les pel·lícules de la cartellera. El programa inaugural va ser Interferencias, El príncipe de Zamunda i El festín de Babette.
El 5 d'abril de 2002 s'inaugurà com a Renoir-Florida, amb set mini sales que tenen una capacitat total de 1.134 butaques. Avui dia continua actiu.